# Vințu de Jos
Vințu de Jos – wieś w Rumunii, w okręgu Alba, w gminie Vințu de Jos. W 2011 roku liczyła 3113 mieszkańców. W 1582 w miejscowości urodził się Stefan Pongracz, duchowny i święty Kościoła katolickiego.